# Fluorsulfonaat

Structuurformule van fluorsulfonaat.

Een fluorsulfonaat is in de organische chemie een functionele groep of stofklasse met als algemene formule F-SO2-O-R. Fluorsulfonaten zijn de zouten of esters van fluorsulfonzuur. Het fluorsulfonaat-ion is een goede leaving group. 